# Sirius. Zeitschrift für Strategische Analysen
SIRIUS – Zeitschrift für Strategische Analysen ist eine deutschsprachige Vierteljahreszeitschrift für Strategische Studien, die von der Stiftung Wissenschaft und Demokratie (SW&D) finanziert wird. Präsentiert werden Artikel, die die wesentlichen strategischen Herausforderungen und Optionen deutscher, europäischer und transatlantischer Politik thematisieren und dazu innovative Überlegungen anbieten.
Das Spektrum der Themen ist breit und greift nicht nur klassische strategische Fragestellungen auf, sondern reicht von übergreifenden strategischen Fragen bis hin zu Einzelthemen und regionalen Entwicklungen. Daneben werden Themen der inneren Sicherheit und Zusammenhänge zwischen innerstaatlichen Entwicklungen und der internationalen Sicherheit behandelt. Darüber hinaus veröffentlicht die Zeitschrift auch Texte, die theoretischer Natur sind. Diese sollen zum Verständnis strategischer Zusammenhänge beitragen.
Die Palette der Formate reicht von längeren fundierten Aufsätzen über Kurzanalysen und Kommentaren bis hin zu Überblicksartikeln zum Stand der Forschung oder Konferenzberichten. Es werden auch strategische Studien aus deutschen und internationalen Think Tanks und Forschungseinrichtungen besprochen und Bücher rezensiert.
Die von Joachim Krause ins Leben gerufene Zeitschrift, wird von Sarah Kirchberger (Institut für Sicherheitspolitik an der Universität Kiel) und Carlo Masala (Universität der Bundeswehr München) herausgegeben. Wesentliche Aufgabe von SIRIUS ist es, in leicht zugänglicher Weise seriöse und dennoch lesbare wissenschaftliche Artikel zu präsentieren, die wirksam zur Versachlichung der deutschen sicherheitspolitischen Debatte beitragen können. Der Name der Zeitschrift stammt vom hellsten Stern am Himmel, der bereits in der Antike Seefahrern und Reisenden Orientierung gegeben hat.
Gemeinsam mit dem veröffentlichenden Wissenschaftsverlag De Gruyter Brill und den Herausgeberinnen entschied die SW&D zum Januar 2022, alle Hefte der Zeitschrift online frei zur Verfügung zu stellen. Die Archivinhalte von 2017 bis 2021 stehen im Free Access zur Verfügung, alle ab dem Jahrgang 2022 publizierten Artikel werden Open Access unter der Lizenz CC-BY NC ND veröffentlicht.
Mit SIRIUS verfolgt die SW&D das Anliegen, Wissenschaftler*innen die Gelegenheit zu bieten, ihre Arbeiten im Bereich der Strategic Studies zu veröffentlichen. Damit ermöglicht die Stiftung gleichzeitig einer breiteren Öffentlichkeit Zugang zu politikwissenschaftlichen Forschungsergebnissen.
Die Themen im Einzelnen
- Übergreifende strategische Fragen: Neuer Ost-West-Konflikt, Motive russischer Sicherheitspolitik, russischer Angriffskrieg gegen die Ukraine, Entwicklungslinien der US-chinesisch strategischen Konkurrenz, Fragen internationaler Ordnungsbildung, internationale Machtverschiebungen und ihre strategischen Konsequenzen.
- Klassische strategische Fragestellungen: Abschreckungsstrategie, Strategie und Technologie, Nichtverbreitungspolitik, Rüstungskontrolle und Abrüstung, vertrauensbildende Maßnahmen, Rüstungswirtschaft und Technologie, Rüstungsausgaben, Rüstungsexporte, Militärhilfe.
- Einzelthemen: internationale Friedenseinsätze und COIN, Terrorismus, organisierte Kriminalität, Cyber Security, Weltraum, Energiesicherheit, maritime Sicherheit, Rückwirkungen von makroökonomischen Entwicklungen auf strategische Entwicklungen, demografische Tendenzen und deren Rückwirkung auf Sicherheit.
- Regionale Entwicklungen: Osteuropa, Naher und Mittlerer Osten, Zentralasien, Südasien, Ostasien, Nordafrika, Subsahara-Afrika, Südafrika, Lateinamerika, Ozeanien.
- Themen der inneren Sicherheit und Zusammenhänge zwischen innerstaatlichen Entwicklungen und der internationalen Sicherheit.